# پارک ملی کائنگ کراچان
پارک ملی کائنگ کراچان (به لاتین: Kaeng Krachan National Park) یک میراث جهانی یونسکو در تایلند است که در Kaeng Krachan واقع شده‌است.